# 창수국민학교 미곡분교
창수국민학교 미곡분교는 대한민국 경상북도 영덕군에 있었던 공립 초등학교이다.

## 학교 연혁
- 일자미상 미곡분교장 설립 인가
- 1970년 9월 24일 창수국민학교 미곡분교 개교
- 1994년 3월 1일 폐교 및 창수국민학교 통폐합

## 참고 자료
- 창수국민학교미곡분교장 - 한국교육학술정보원 학교알리미